# بيير جان دو سميت
كان بيير جان دو سميت (وُلد في يوم 30 يناير من عام 1801 – تُوفي في يوم 23 مايو من عام 1873)، ويُعرف أيضًا باسم بيتر جان دو سميت، قسًا كاثوليكيًا فلمنكيًا وعضوًا في الرهبنة اليسوعية (اليسوعيون). اشتُهر في المقام الأول بعمله التبشيري واسع الانتشار في أواسط القرن التاسع عشر بين الشعوب الأمريكية الأصلية، وسط غرب الولايات المتحدة وشمالها الغربي وغرب كندا.
قيل أن مجموع المسافة التي قطعها في رحلاته التبشيرية بلغ 180,000 ميل (290,000 كم). عُرف بأنه «صديق الثور الجالس» الودود، لأنه أقنع زعيم شعب سو بالمشاركة في التفاوضات مع الحكومة الأمريكية من أجل معاهدة فورت لارامي في عام 1868.

## نشأته
وُلد دو سميت في دينديرموند، في ما أصبح اليوم بلجيكا، في عام 1801، ودخل المدرسة الإكليريكية في ميشلين في عمر التاسعة عشر. جاء دو سميت إلى الولايات المتحدة للمرة الأولى مع أحد عشر يسوعي بلجيكي آخر في عام 1821، بنية أن يصير مبشرًا للأمريكيين الأصليين. بدأ فترة تدريبه في وايت مارش، وهي عزبة يسوعية قرب بالتيمور، ماريلاند. ما زال جزء من المجمع موجودًا حتى اليوم كجزء من كنيسة القلب المقدس في باوي.
في عام 1823، نُقل دو سميت إلى فلورسنت، ميزوري، شمال سانت لويس مباشرة، لإتمام دراساته اللاهوتيه ولبدء دراساته للغات الأمريكية الأصلية. رُسّم قسًا في يوم 23 سبتمبر من عام 1827.
انتقل دي سميت وخمسة متدربين آخرين، بقيادة تشارلز فان كويكنبورن، إلى فلورسنت، ميزوري، تلبية لدعوة الأسقف دودورغ. أسسوا عدة مؤسسات أكاديمية، من بينها كانت مدرسة سانت ريجيس اللاهوتية، حيث تواصل دي سميت مع طلاب من السكان الأصليين للمرة الأولى. تعلم الأعراف القبلية الهندية المختلفة أثناء خدمته بصفة بريفيكتوس في المدرسة.
نحو عام 1830، ذهب دي سميت إلى سانت لويس ليشغل منصب الخازن في جامعة سانت لويس. في يوم 23 سبتمبر من عام 1833، حصل دي سميت على الجنسية الأمريكية. عاد إلى فلاندرس في العام نفسه نتيجة مشاكل صحية ولم يرجع إلى سانت لويس حتى عام 1837.

## عمله التبشيري في آيوا
في عامي 1838 و1839، ساعد دي سميت في تأسيس بعثة سانت جوزيف في ما صار اليوم كونسيل بلوفس، آيوا، في منطقة قبيلة بوتاواتومي على طول نهر ميزوري الأعلى. كان هؤلاء الناس قد انتقلوا غربًا مما يُعرف اليوم بإلينوي. واستولوا على معقل كونسيل كلوفس المهجور في الحصن العسكري السابق للولايات المتحدة، عمل دي سميت في البداية مع مجموعة من البوتاواتومي يقودها بيلي كلادويل، المعروف أيضًا باسم سوغاناش.  (وُلد كلادويل في أونتاريو، كندا من خليط سلالتين أيرلندية وموهوكية، فيما يعرف اليوم باحتياطي الأمم الستة. كان يتحدث الإنجليزية ولغة الموهوك بطلاقة، وبعض اللغات الهندية الأخرى).
أصاب الذعر دي سميت بسبب جرائم القتل والوحشية الناتجة عن تجارة الويسكي، والتي سببت مزيدًا من الاضطراب الاجتماعي بين الشعب الهندي. آنذاك، ساند جهود جوزيف نيكوليت أيضًا ودعمه في رسم خارطة الوسط الغربي الأعلى. استخدم دي سميت مهارات رسم الخرائط التي اكتسبها مؤخرًا لإنتاج أول خريطة مفصلة لنظام وادي نهر ميزوري الأعلى، من أسفل نهر بلات إلى نهر بيغ سو. تظهر خريطته مواقع قرى الهنود ومعالم ثقافية أخرى، بما فيها حطام السفينة البخارية بايريت.

## وصلات خارجية
- بيير جان دو سميت على موقع فايند أغريف